# So Seductive
 (février 2023).
Si vous disposez d'ouvrages ou d'articles de référence ou si vous connaissez des sites web de qualité traitant du thème abordé ici, merci de compléter l'article en donnant les références utiles à sa vérifiabilité et en les liant à la section « Notes et références ».
So Seductive est un album de Olivia sorti en 2005.

## Liste des titres
1. Do I sound crazy (50 Cent) (Part1)
2. Do I sound crazy (50 Cent) (Part2)
3. You already know (Feat Tony Yayo)
4. Slowdown (Feat Lloyd Banks)
5. So sexy
6. Pimpin (Tony Yayo)
7. Move that thing (Feat Tony Yayo)
8. Ying yang (Skit)
9. Beat the kitty up
10. Twisted (Feat lloyd Banks)
11. Whoo kid (G-Unit radio shade)
12. I can't blame you
13. You remind me
14. Lovers and friends (Feat Lil' Jon)
15. Satisfy me
16. Tony Yayo (Skit)
17. Wind pon me
18. They say ya ready (Feat Shaggy) (Remix)
19. So amazing (Remix)
20. Bill o rielly (Skit)
21. Sideways (Tony Yayo)
22. Hood news (Mobb Deep & Mop)
23. Out of control (Remix) (50 Cent Feat Mobb Deep)
24. Whoo kid (Skit)
25. Your special
26. Gotti boys (Outro)
27. So slick (Feat Spider Loc) (Titre bonus)
28. Best friends (Feat 50 Cent) (Remix) (Titre bonus)